# Адам Грігер
Адам Грігер (словац. Adam Griger; нар. 16 березня 2004, Пряшів) — словацький футболіст, нападник австрійського клубу ЛАСК.

## Клубна кар'єра
Уродженець Пряшева, Ян виступав за молодіжні команди клубів «Татран», «Попрад» та «Земплін».
8 серпня 2020 року дебютував в основному складі «Земпліна» в матчі Фортуна-ліги (вищого дивізіону чемпіонату Словаччини) проти «Спартака» (Трнава), вийшовши на заміну на 67 хвилині, але не врятував команду від поразки 0:2. Загалом до кінця року за рідну команду ГРігер зіграв у 5 іграх.
22 грудня 2020 перейшов до австрійського клубу ЛАСК, підписавши контракт до червня 2023 року, де став здебільшого виступати за фарм-клуб, «Юніорс».
9 травня 2021 року дебютував в основному складі ЛАСКа у матчі австрійської Бундесліги проти клубу «Тіроль», ставши першим гравцем у вищому дивізіоні Австрії, який народився у 2004 році.

## Виступи за збірні
Виступав за юнацькі збірні Словаччини до 18 та до 19 років. З останньою брав участь у домашньому юнацькому чемпіонаті Європи 2022 року, де зіграв у всіх чотирьох матчах і забив гол у грі з Румунією (1:0), а його команда посіла 5-те місце на турнірі і кваліфікувалась на молодіжний чемпіонат світу 2023 року.